# Medovarce
Medovarce (em húngaro: Méznevelő) é um município da Eslováquia, situado no distrito de Krupina, na região de Banská Bystrica. Tem 13,24 km² de área e sua população em 2018 foi estimada em 229 habitantes.

## Demografia
| Ano:        | 1994 | 2004  | 2014   | 2024   |
| ----------- | ---- | ----- | ------ | ------ |
| Broj ljudi: | 250  | 247   | 238    | 218    |
| Razlika:    |      | -1,2% | -3,64% | -8,40% |

| Ano:               | 2023 | 2024   |
| ------------------ | ---- | ------ |
| Número de pessoas: | 216  | 218    |
| Diferença:         |      | +0,92% |